# Franklin Township (comté de Somerset, New Jersey)
Pour les articles homonymes, voir Franklin Township.
Franklin Township est un township américain situé dans le comté de Somerset au New Jersey.

## Géographie
Franklin Township comprend les localités de Clyde, East Millstone, Franklin Park, Griggstown, Hamilton Park, Kingston, Middlebush, Somerset, Voorhees, Weston et Zarephath. Somerset est la plus grande ville du township.
La municipalité s'étend sur 46,85 milles carrés (121,34 km2) dont 0,70 mille carré (1,81 km2) d'étendues d'eau. Elle est traversée par le Delaware and Raritan Canal (en).

## Histoire
La région est à l'origine habitée par les Raritans. Les premiers européens, des Hollandais, arrivent dans le township au milieu du XVIIe siècle. Plusieurs raids militaires s'y déroulent durant la Guerre d'indépendance des États-Unis.
Le township est créé le 21 février 1798. Comme plusieurs townships du New Jersey, il semble être nommé en l'honneur de Benjamin Franklin. Selon d'autres sources, il doit son nom au gouverneur du New Jersey William Franklin (en). La première solution est toutefois officiellement retenue par le conseil municipal en 2000.
Au milieu du XIXe siècle, le township de Franklin perd une partie de son territoire au profit des townships de North Brunswick, South Brunswick puis East Millstone. En 1907, South Bound Brook devient un borough indépendant. En 1949, le township de Franklin annexe celui d'East Millstone.

## Démographie
Lors du recensement de 2010, la population de Franklin Township est de 62 300 habitants. Elle est estimée à 65 834 habitants au 1er juillet 2018, en hausse de plus de 5 % par rapport à 2010.
Le revenu par habitant était en moyenne de 43 535 dollars par an entre 2013 et 2017, supérieur à la moyenne du New Jersey (39 069 dollars) et à la moyenne nationale (31 177 dollars). Sur cette même période, 5,6 % des habitants de Franklin Township vivaient sous le seuil de pauvreté (contre 9,5 % dans l'État et 11,8 % à l'échelle des États-Unis en 2018). Par ailleurs, 93,6 % de ses habitants de plus de 25 ans étaient diplômés d'une high school et 49,9 % possédaient au moins un bachelor degree (contre 89,2 % et 38,1 % au New Jersey, 87,3 % et 30,9 % aux États-Unis).
| Groupe          | Franklin Township (2017) | New Jersey (2018) | États-Unis (2018) |
| --------------- | ------------------------ | ----------------- | ----------------- |
| Blancs          | 45,0                     | 72,0              | 76,5              |
| Afro-Américains | 27,1                     | 15,0              | 13,4              |
| Amérindiens     | 0,6                      | 0,6               | 1,3               |
| Asiatiques      | 22,5                     | 10,0              | 5,9               |
| Océaniens       | 0,0                      | 0,1               | 0,2               |
| Métis           | 2,2                      | 2,3               | 2,7               |
|                 |                          |                   |                   |
| Hispaniques     | 13,6                     | 20,6              | 18,3              |

## Patrimoine
En 2015, Franklin Township compte trois sites inscrits au Registre national des lieux historiques (National Register of Historic Places ou NRHP) et Registre des lieux historiques du New Jersey : Rockingham, qui fut le quartier général de George Washington pendant quelques mois en 1783 ; Tulipwood, une maison construite en 1892 et qui constitue un rare exemple d'architecture Shingle dans la région, ainsi que la maison Van Wickle, un exemple typique de maison hollandaise du New Jersey du début du XVIIIe siècle.

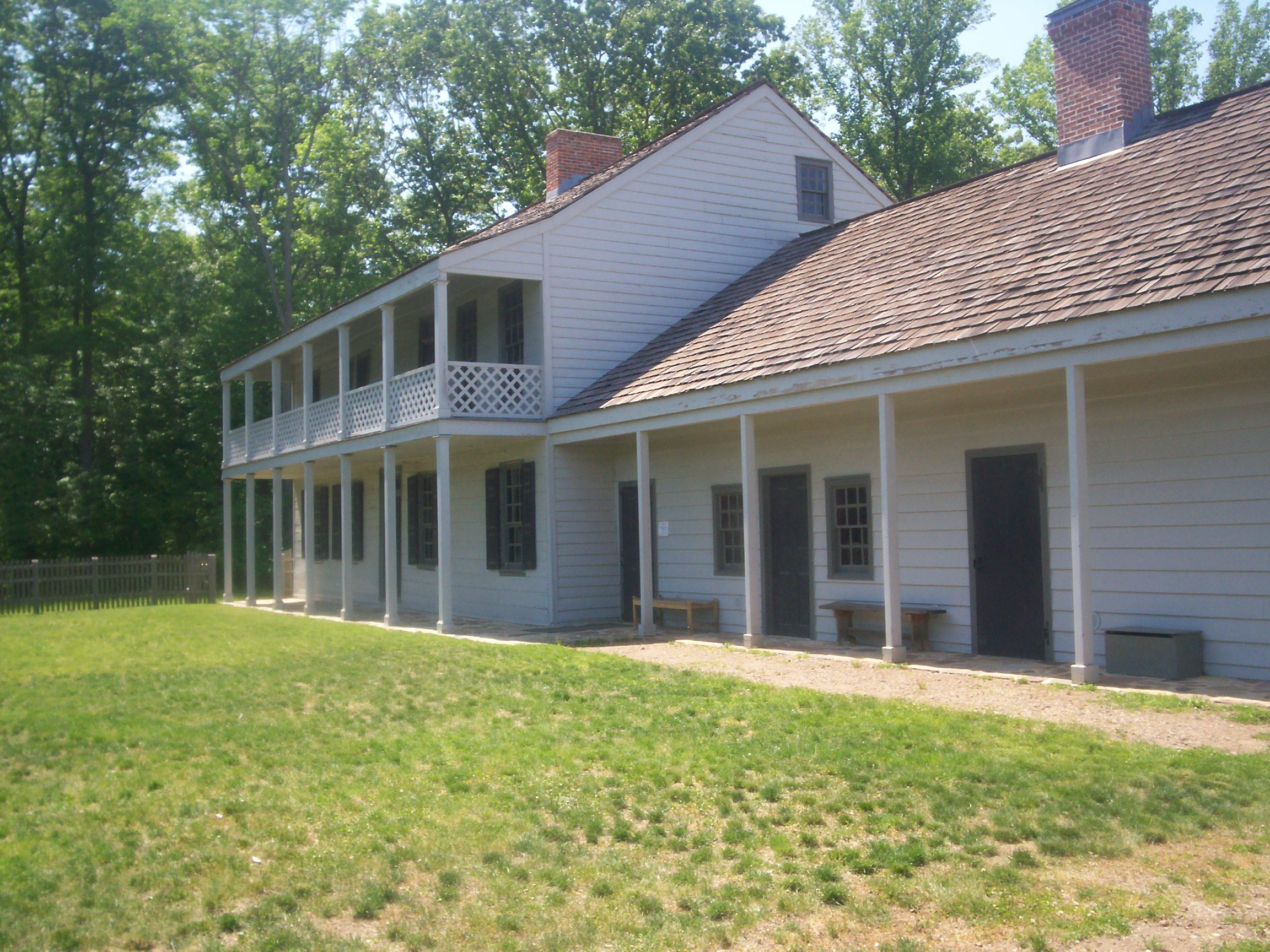
Rockingham.
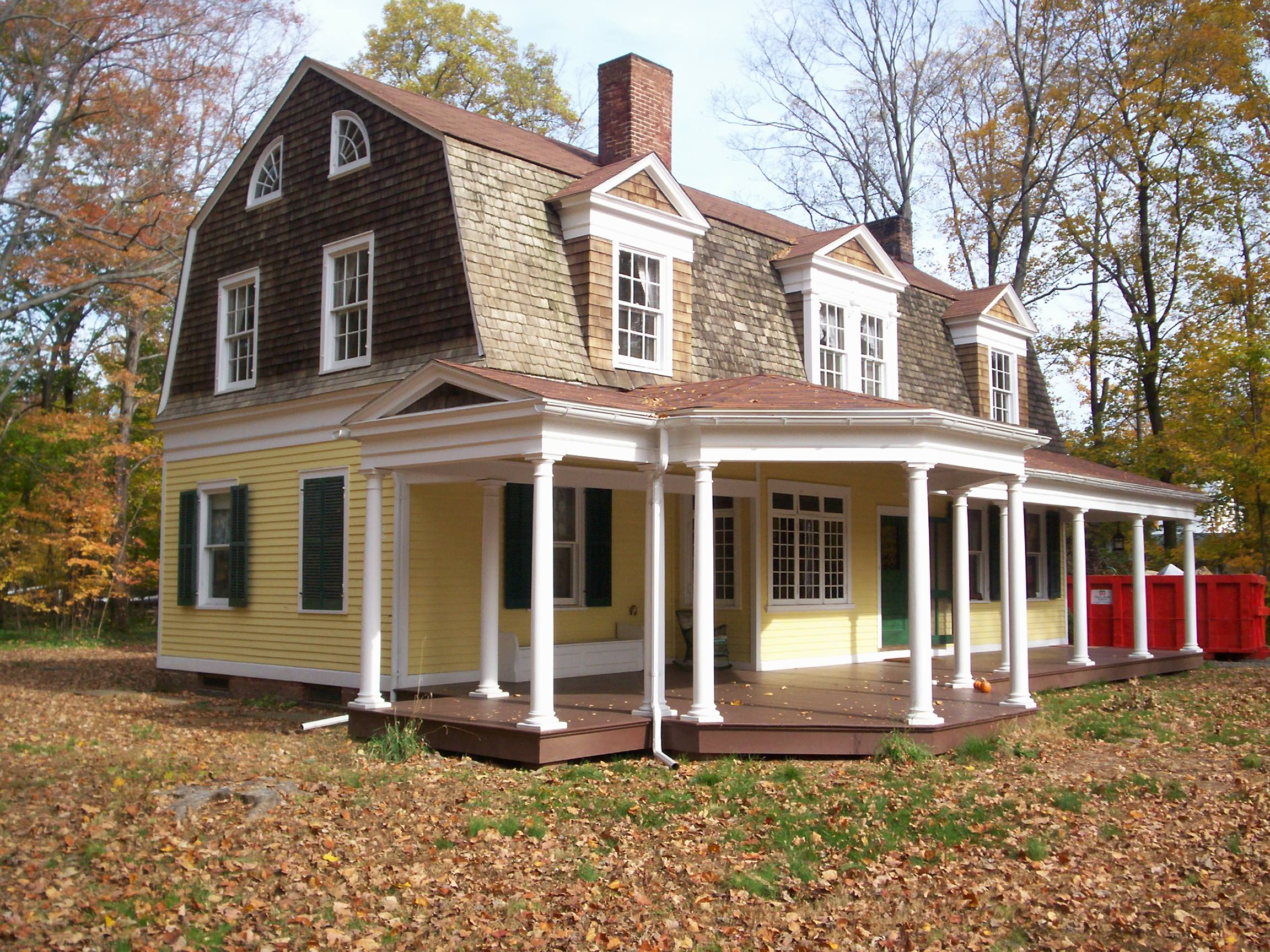
Tulipwood.
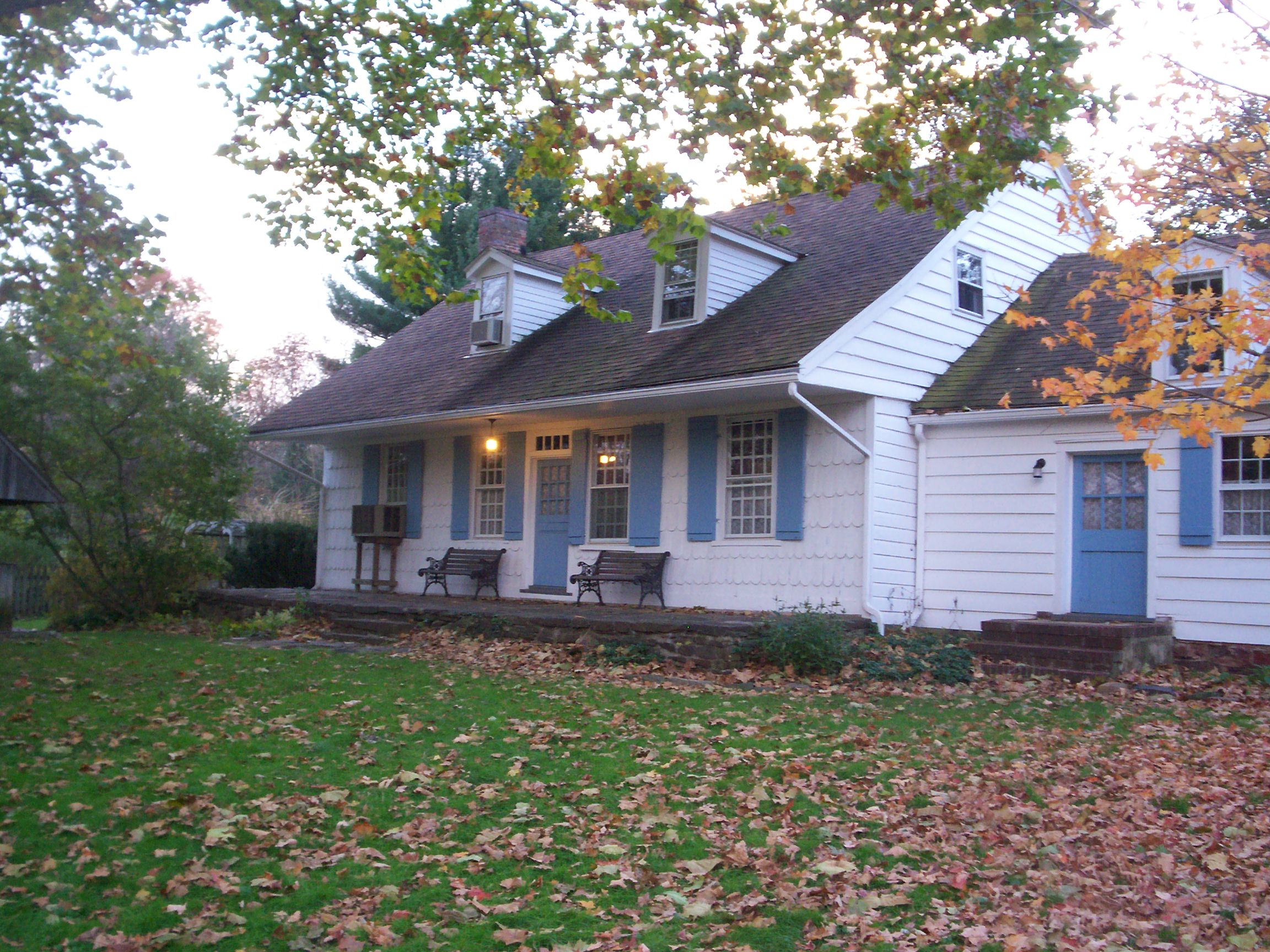
Maison Van Wickle.

Le township accueille par ailleurs plusieurs districts historiques listés au NRHP. Le Delaware and Raritan Canal (en) en fait partie, ainsi que trois villages qui se sont formés sur son parcours : East Millstone, Griggstown et Kingston Village. Les quartiers historiques de King's Highway, Kingston Mill et Middlebush Village sont également inscrits, ainsi que Six Mile Run qui regroupe plusieurs fermes hollandaises du XIXe siècle typiques de la vallée du Raritan.

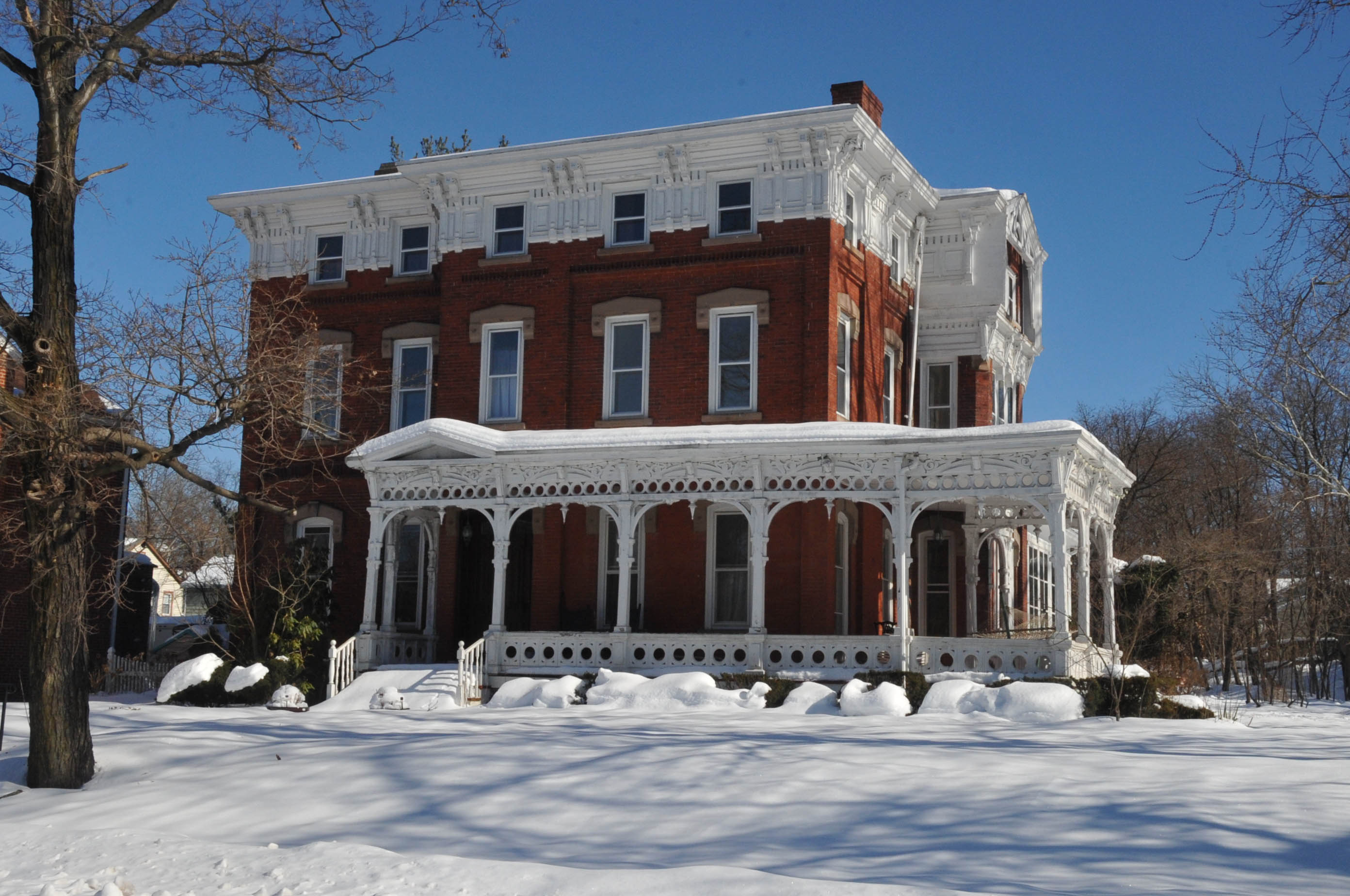
East Millstone.
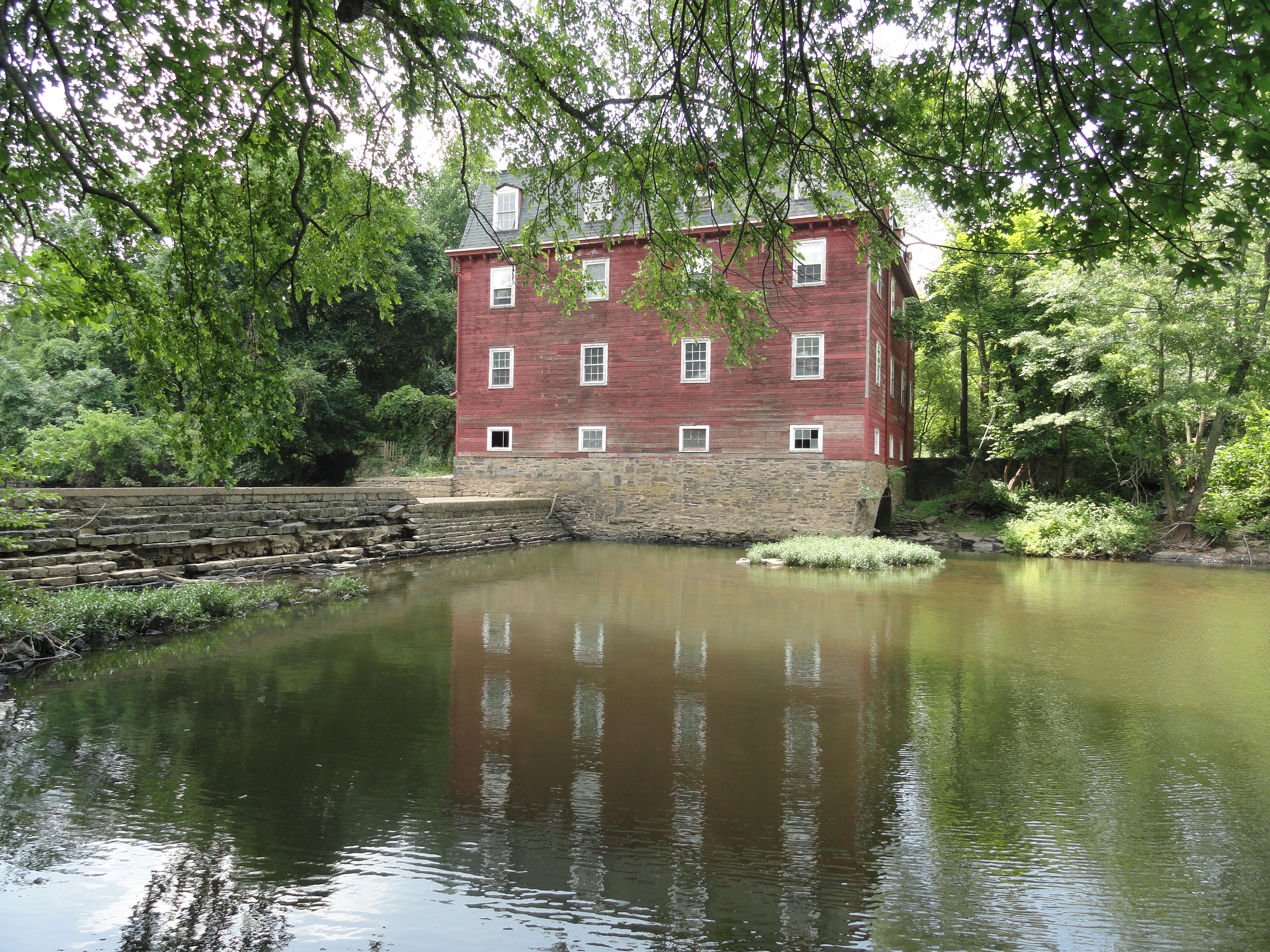
Kingston Mill.
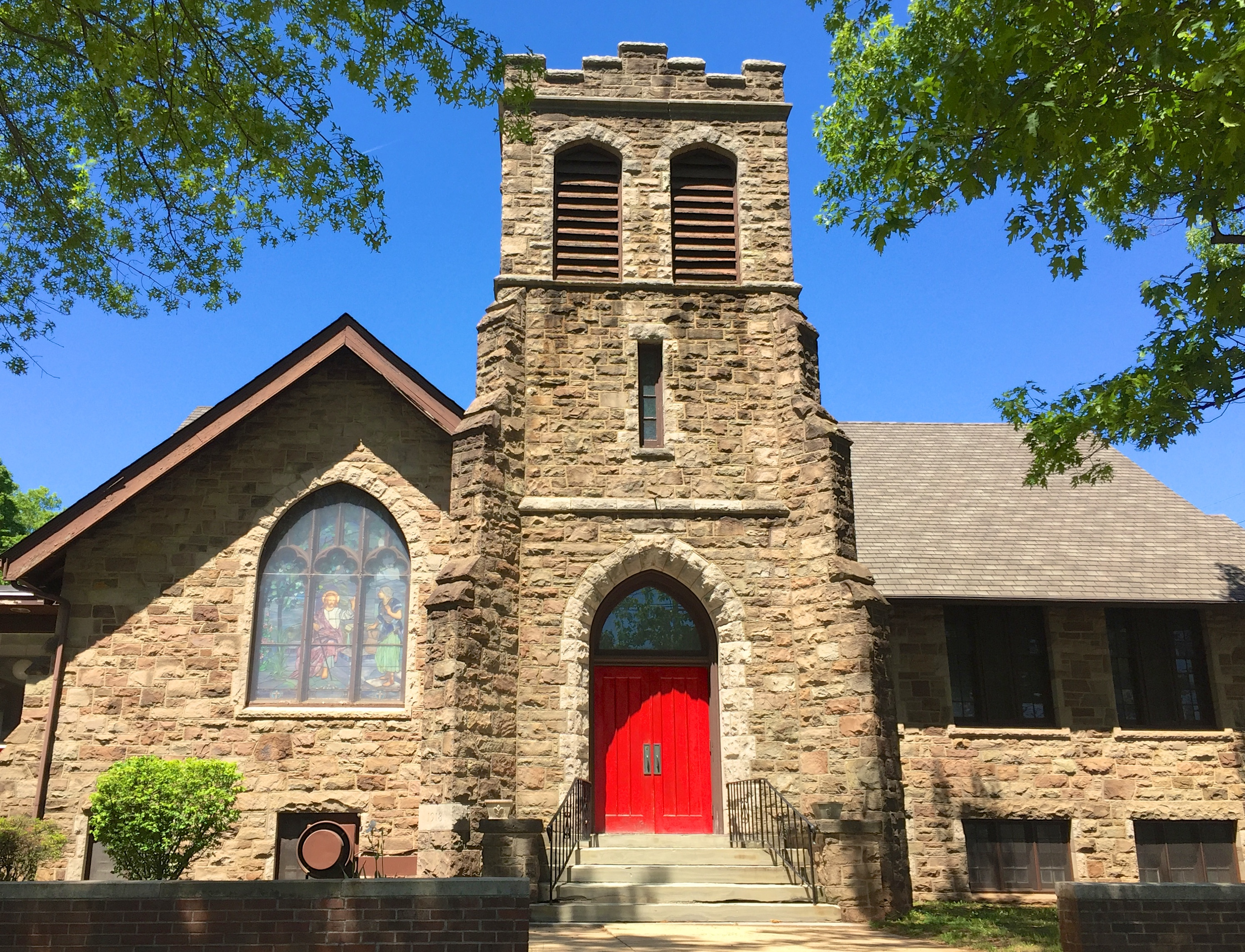
Middlebush Village.
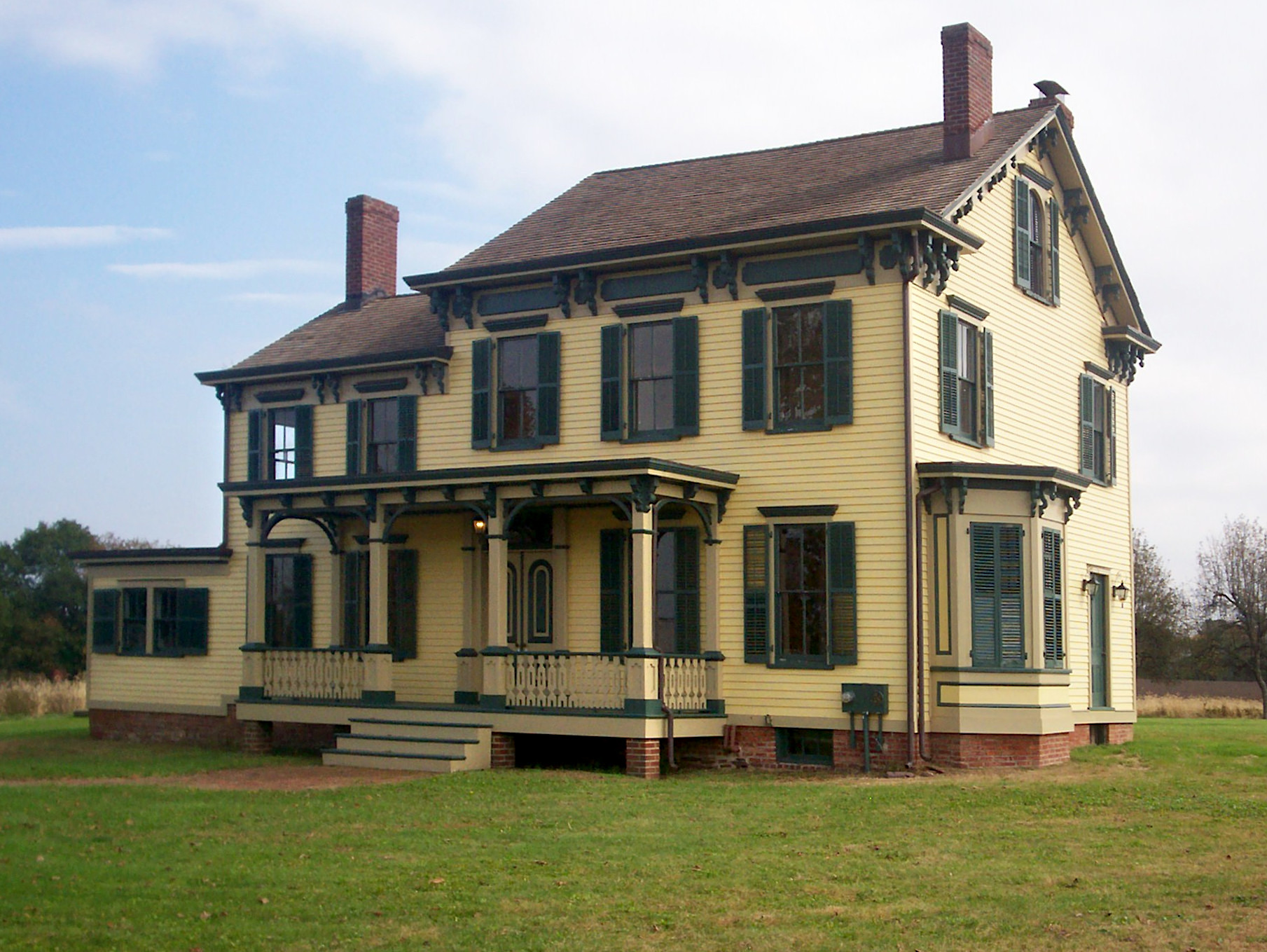
Six Mile Run.